# Hallein
Hallein (tyskt uttal: [ˈhalaɪ̯n]
 ( lyssna)) är en stad och kommun i förbundslandet Salzburg i Österrike. Kommunen har 21 540 invånare (2024), på en yta av 26,98 km². Hallein är huvudort i distriktet med samma namn. Kommunen gränsar i väster mot Bayern i Tyskland.

## Indelning
Kommunen består av nio orter (Ortschaften) (inom parentes invånarantal 1 januari 2024):

- Adneter Riedl (344)
- Au (1 439)
- Bad Dürrnberg (849)
- Burgfried (3 495)
- Gamp (391)
- Gries (445)
- Hallein (7 035)
- Neualm (3 653)
- Taxach (3 889)